# ملكة جمال الكون 1984
ملكة جمال الكون 1984 هي مسابقة ملكة جمال الكون الثالثة والثلاثين في تاريخ مسابقة ملكة جمال الكون منذ انطلاقتها عام 1952، تم عقد المسابقة في 9 يوليو 1984 في مركز مؤتمرات جيمس إل نايت في ميامي، فلوريدا، الولايات المتحدة الأمريكية. شهد هذا العام مشاركة 81 متسابقة من بلدان العالم تنافسوا في تاج الكون، في نهاية الحدث توجت إيفون ريدينغ من السويد من قبل ملكة جمال الكون السابقة لورين داونز من نيوزيلندا.

## النتائج

### المراكز النهائية
| النتائج النهائية     | المتنافسة |
| -------------------- | --- |
| ملكة جمال الكون 1984 | - السويد - إيفون ريدينغ |
| الوصيفة الأولى       | - جنوب أفريقيا - ليتيسيا سنيمان |
| الوصيفة الثانية      | - فنزويلا - كارمن ماريا مونتيل |
| الوصيفة الثالثة      | - الفلبين - ماريا ديزيريه فيرداديرو                                                                                                  |
| الوصيفة الرابعة      | - كولومبيا - سوزانا كالداس ليميتر |
| أفضل 10              | - ألمانيا - بريجيت بيركس - غواتيمالا - إلما أوروتيا - هولندا - نانسي نيد - تايلاند - سافين باكارانانج - الولايات المتحدة - ماي شانلي |

### المسابقة النهائية
| بلد              | معدل تمهيدي | المقابلة   | ملابس السباحة | فستان سهرة | متوسط نصف النهائي |
| ---------------- | ----------- | ---------- | ------------- | ---------- | ----------------- |
| السويد           | 8.500 (1)   | 9.090 (4)  | 9.460 (1)     | 9.540 (1)  | 9.363 (1)         |
| جنوب أفريقيا     | 8.048 (8)   | 9.100 (3)  | 8.635 (9)     | 9.025 (7)  | 8.920 (5)         |
| فنزويلا          | 8.430 (3)   | 9.140 (2)  | 9.280 (2)     | 9.285 (2)  | 9.235 (2)         |
| الفلبين          | 8.470 (2)   | 9.050 (5)  | 9.140 (3)     | 9.255 (3)  | 9.148 (3)         |
| كولومبيا         | 7.935 (10)  | 9.200 (1)  | 8.530 (10)    | 9.220 (4)  | 8.983 (4)         |
| تايلند           | 8.088 (7)   | 8.610 (6)  | 9.130 (5)     | 8.970 (8)  | 8.903 (6)         |
| هولندا           | 8.345 (4)   | 8.555 (8)  | 8.950 (6)     | 9.175 (5)  | 8.893 (7)         |
| ألمانيا          | 8.136 (5)   | 8.175 (10) | 9.140 (3)     | 9.027 (6)  | 8.780 (8)         |
| غواتيمالا        | 7.956 (9)   | 8.590 (7)  | 8.820 (7)     | 8.805 (9)  | 8.738 (9)         |
| الولايات المتحدة | 8.093 (6)   | 8.195 (9)  | 8.670 (8)     | 8.855 (10) | 8.573 (10)        |

## المتسابقات
- الأرجنتين - ليلى ادار
- أروبا - جاكلين فان بوتين
- أستراليا - دونا رودروم
- النمسا - ميكايلا نوسباومر
- باربادوس - ليزا ورمي
- بلجيكا - بريجيت أنطونيا مويشوند
- بليز - ليزا باتريشيا راميريز
- برمودا - روندا ويلكينسون
- بوليفيا  - لورد أبونتي
- البرازيل - آنا إليسا فلوريس دا كروز
- جزر العذراء البريطانية - دونا باتريشيا فريت
- كندا - سينثيا كيريلوك
- جزر كايمان - ثورا آن كرايتون
- تشيلي - كارول بانكي مونيوز
- كولومبيا - سوزانا كالداس ليميتر
- كوستاريكا - سيلفيا بورتيلا
- كوراساو - سوزان ماري فيربروغ
- الدنمارك - زسا زسا ميلودياس
- جمهورية الدومينيكان - كاتارينا كلاوسن
- جمهورية الدومينيكان - سمية هينسن
- الإكوادور - ليونور غونزينباخ
- السلفادور - آنا لورينا ساماغوا
- إنجلترا - لويز غراي
- فنلندا - آنا ليزا تيلوس
- فرنسا - مارتين روبين
- غيانا الفرنسية - روز نيكول لوني
- غامبيا - ميرابل كارايول
- ألمانيا - بريجيتا بيركس
- جبل طارق - جيسيكا بالاو
- اليونان - بيجي دوجاني
- جوادلوب - مارتين سيريمس
- غوام - إليانور بينافينتي
- غواتيمالا - إيلما أوروتيا
- هولندا - نانسي نيد
- هندوراس - ميرتيس إليثا هايد
- هونغ كونغ - جويس غودينزي
- آيسلندا - بيرجليند جوهانسون
- الهند - جوهي تشاولا
- أيرلندا - باتريشيا نولان
- إسرائيل - سابير كوفمان
- إيطاليا - رافاييلا باراشي
- اليابان - ميجومي نيياما
- كوريا - ليم مي سوك
- لبنان - سوزان السيد
- لوكسمبورغ - رومي باييري
- ماليزيا - لطيفة عبد الحميد
- مالطا - ماريسا ساموت
- مارتينيك - دانييل كليري
- المكسيك - إليزابيث برودين
- نيوزيلندا - تانيا كلاج
- جزر ماريانا الشمالية - بورش سالاس
- النرويج - إنغريد ماري مارتينز
- بنما - سيلينيا برادا أكوستا
- بابوا غينيا الجديدة - باتريشيا ميريسا
- باراغواي - إيلينا أورتيز
- بيرو - فيوريلا فيراري
- الفلبين - ماريا ديزيريه «ديس» إريسو فيرداديرو
- بولندا - جوانا كارسكا
- البرتغال - ماريا دي فاطيما جارديم
- بورتوريكو - ساندرا بوشامب روش
- لا ريونيون - ماري ليز جيجان
- إسكتلندا - ماي موناغان
- سنغافورة - فيوليت لي هوي مين
- جنوب أفريقيا - ليتيسيا سنيمان
- إسبانيا - غاربين أباسولو
- السويد - إيفون رايدنج
- سويسرا - سيلفيا آنا أفولتر
- تايلاند  - سافيني باكارانانج
- ترينيداد وتوباغو - جينا ماري تارديو
- تركيا - جورسين أولكر
- جزر توركس وكايكوس - ديبورا ليندسي
- الأوروغواي - ييسا برونزاتي
- الولايات المتحدة  - ماي شانلي
- جزر العذراء الأمريكية - باتريشيا غراهام
- فنزويلا - كارمن ماريا مونتيل
- ويلز - جين آن رايلي
- ساموا الغربية - لينا سليد
- يوغوسلافيا - كريسينجا بوروجيفيتش
- زائير - لوكانج لوالي

## الروابط الخارجية
- موقع ملكة جمال الكون الرسمي